# David Cassidy
David Bruce Cassidy (Nova York, 12 d'abril de 1950 - Fort Lauderdale, 21 de novembre de 2017) fou un actor, cantant, compositor i guitarrista estatunidenc. És conegut pel seu paper com Keith Partridge, el fill de Shirley Partridge (interpretat per la seva madrastra Shirley Jones), en la comèdia musical The Partridge Family, que el va portà a convertir-se en un dels ídols adolescents més famosos de la cultura pop de la dècada de 1970.